# Ронні Адольфссон
Ронні Адольфссон (швед. Ronnie Adolfsson; нар. 25 березня 1956) — шведський біатлоніст. Виступав на зимових Олімпійських іграх 1980 і 1984 років.